# Manresa
Manresa este un oraș în Spania în comunitatea Catalonia în provincia Barcelona. În 2005 avea o populație de 70.343 locuitori. Municipiul Manresa are o suprafața de 41,66 km². Este capitală comarcă Bages. Este situat în câmpia Bages traversată de râul Llobrgat la o altitudine de 351 m, la 45 km nord de Barcelona, 84 km de Girona și la 112 km de Lleida.
Orașul este conoscut pentru mănăstirea construită în stil gotic. Localitatea a fost atestată documentar pentru prima dată în anul 936.